# Élections législatives de 1876 dans la Haute-Loire
Les élections législatives de 1876 ont eu lieu les 20 février et 5 mars.

## Résultats à l'échelle du département
| Partis         | Partis                            | Premier tour | Premier tour | Deuxième tour | Deuxième tour | Sièges |
| Partis         | Partis                            | Voix         | %            | Voix          | %             | Sièges |
| -------------- | --------------------------------- | ------------ | ------------ | ------------- | ------------- | ------ |
|                | Gauche républicaine, Républicains | 20 691       | 34,42        | 2 746         | 18,93         | 1      |
|                | Centre droit                      | 14 466       | 24,07        |               |               | 1      |
|                | Extrême-gauche                    | 13 040       | 21,69        | 1             |               |        |
|                | Légitimistes                      | 4 975        | 8,28         | 6 052         | 41,73         | 1      |
|                | Centre-gauche                     | 4 520        | 7,52         | 5 705         | 39,34         | 0      |
|                | Bonapartistes                     | 2 419        | 4,02         |               |               | 0      |
|                |                                   |              |              |               |               |        |
| Inscrits       | Inscrits                          | 78 902       | 100,00       | 15 321        | 100,00        | 4      |
| Votants        | Votants                           | 61 675       | 78,17        | 13 662        | 89,17         |        |
| Abstentions    | Abstentions                       | 17 227       | 21,83        | 1 659         | 10,83         |        |
| Blancs et nuls | Blancs et nuls                    | 1 564        | 2,54         | 72            | 0,53          |        |
| Exprimés       | Exprimés                          | 60 111       | 97,46        | 13 590        | 99,47         |        |

## Résultats par arrondissement

### Arrondissement de Brioude
| Candidats      | Candidats                          | Étiquette      | Premier tour | Premier tour |
| Candidats      | Candidats                          | Étiquette      | Voix         | %            |
| -------------- | ---------------------------------- | -------------- | ------------ | ------------ |
|                | Julien Maigne                      | Extrême-gauche | 13 040       | 78,57        |
|                | Napoléon de Rédon                  | Bonapartiste   | 2 419        | 14,58        |
|                | Jean-Jacques Le Normant de Flaghac | Centre droit   | 1 137        | 6,85         |
|                |                                    |                |              |              |
| Inscrits       | Inscrits                           | Inscrits       | 22 346       | 100,00       |
| Votants        | Votants                            | Votants        | 16 869       | 75,49        |
| Abstention     | Abstention                         | Abstention     | 5 477        | 24,51        |
| Blancs et nuls | Blancs et nuls                     | Blancs et nuls | 273          | 1,62         |
| Exprimés       | Exprimés                           | Exprimés       | 16 596       | 98,38        |

### Arrondissement du Puy

#### 1recirconscription
| Candidats      | Candidats                                   | Étiquette      | Premier tour | Premier tour | Deuxième tour | Deuxième tour |
| Candidats      | Candidats                                   | Étiquette      | Voix         | %            | Voix          | %             |
| -------------- | ------------------------------------------- | -------------- | ------------ | ------------ | ------------- | ------------- |
|                | Anatole de Cassagnes de Beaufort de Miramon | Légitimiste    | 4 975        | 35,54        | 6 052         | 41,73         |
|                | Antoine-Léonce Guyot-Montpayroux            | Centre-gauche  | 4 520        | 32,29        | 5 705         | 39,34         |
|                | Victor Robert                               | Républicain    | 4 505        | 32,18        | 2 746         | 18,93         |
|                |                                             |                |              |              |               |               |
| Inscrits       | Inscrits                                    | Inscrits       | 19 012       | 100,00       | 19 012        | 100,00        |
| Votants        | Votants                                     | Votants        | 14 072       | 74,02        | 14 516        | 76,35         |
| Abstention     | Abstention                                  | Abstention     | 4 940        | 25,98        | 4 496         | 23,65         |
| Blancs et nuls | Blancs et nuls                              | Blancs et nuls | 72           | 0,51         | 13            | 0,09          |
| Exprimés       | Exprimés                                    | Exprimés       | 14 000       | 99,49        | 14 503        | 99,91         |

#### 2ecirconscription
| Candidats      | Candidats                     | Étiquette           | Premier tour | Premier tour |
| Candidats      | Candidats                     | Étiquette           | Voix         | %            |
| -------------- | ----------------------------- | ------------------- | ------------ | ------------ |
|                | Ernest Vissaguet              | Gauche républicaine | 7 666        | 56,41        |
|                | Charles Calemard de Lafayette | Centre droit        | 5 924        | 43,59        |
|                |                               |                     |              |              |
| Inscrits       | Inscrits                      | Inscrits            | 15 321       | 100,00       |
| Votants        | Votants                       | Votants             | 13 662       | 89,17        |
| Abstention     | Abstention                    | Abstention          | 1 659        | 10,83        |
| Blancs et nuls | Blancs et nuls                | Blancs et nuls      | 72           | 0,53         |
| Exprimés       | Exprimés                      | Exprimés            | 13 590       | 99,47        |

### Arrondissement d'Yssingeaux
| Candidats      | Candidats       | Étiquette          | Premier tour | Premier tour |
| Candidats      | Candidats       | Étiquette          | Voix         | %            |
| -------------- | --------------- | ------------------ | ------------ | ------------ |
|                | Pierre Malartre | Constitutionnel    | 8 542        | 50,06        |
|                | Fleury Binachon | Républicain avancé | 7 360        | 43,14        |
|                | Félix Experton  | Républicain        | 1 160        | 6,80         |
|                |                 |                    |              |              |
| Inscrits       | Inscrits        | Inscrits           | 22 223       | 100,00       |
| Votants        | Votants         | Votants            | 17 072       | 76,82        |
| Abstention     | Abstention      | Abstention         | 5 151        | 23,18        |
| Blancs et nuls | Blancs et nuls  | Blancs et nuls     | 10           | 0,06         |
| Exprimés       | Exprimés        | Exprimés           | 17 062       | 99,94        |